# Polnische Bibliothek
Die Polnische Bibliothek (Biblioteka polska) ist ein Literaturreihe polnischer Werke vom Mittelalter bis in die Gegenwart für deutschsprachige Leser. Sie beruht auf einer Förderinitiative der Robert-Bosch-Stiftung und wurde begründet und herausgegeben von Karl Dedecius und erschien im Suhrkamp Verlag in Frankfurt am Main. Die Redaktion im Deutschen Polen-Institut (DPI) in Darmstadt hatte Andreas Lawaty (1982–2000), die Redaktion im Suhrkamp Verlag hatten Wolfram Schäfer (1982–1988), Bernd Schwibs (1988–1997), Olaf Irlenkäuser (1998–1999) und Birgit Weber (1999–2000). Die Reihe wurde im Jahr 2000 abgeschlossen. Sie umfasst 50 Bände.

## Überblick
Die Bände im Einzelnen:

### I. Epochen / Epoki literackie
Die Dichter Polens. Hundert Autoren vom Mittelalter bis heute. Ein Brevier von Karl Dedecius. Mit Porträtzeichnungen von Eryk Lipiński. 1982, 1990, 1995.
Polnisches Mittelalter. Ein literarisches Lesebuch von Antonina Jelicz. Aus dem Lateinischen von Josef Bujnoch und Christiane Reitz, mit Nachdichtungen von Karl Dedecius. Aus dem Polnischen übersetzt und nachgedichtet von Hans-Peter Hoelscher-Obermaier. 1987.
Polnische Renaissance. Ein literarisches Lesebuch von Wacław Walecki. Aus dem Polnischen und dem Lateinischen übersetzt und nachgedichtet von Hans-Peter Hoelscher-Obermaier. 1996.
Polnischer Barock. Ein literarisches Lesebuch von Czesław Hernas. Übersetzt von Hans-Peter Hoelscher-Obermaier, Roswitha Matwin-Buschmann und anderen. 1991.
Polnische Aufklärung. Ein literarisches Lesebuch von Zdzisław Libera. 1989.
Polnische Romantik. Ein literarisches Lesebuch von Hans-Peter Hoelscher-Obermaier. Mit einem Vorwort von Maria Janion. 1998.
Polnischer Realismus. Ein literarisches Lesebuch von Henryk Markiewicz. 1996.
Das Junge Polen. Literatur der Jahrhundertwende. Ein Lesebuch von Karl Dedecius. 1982, 1990.

### II. Historische Romane / Powieści historyczne
Teodor Parnicki [1908–1988] Aetius, der letzte Römer. Roman. Aus dem Polnischen von Friedrich Griese. Mit einem Nachwort versehen von Małgorzata Czermińska. 1989.
Leon Kruczkowski [1900–1962] Rebell und Bauer. Roman. Aus dem Polnischen von Karl Dedecius. Nachworte von Karl Dedecius und Gotthold Rhode. 1982, 1983.
Władysław Terlecki [1933–1999] Die zwei Köpfe des Adlers. Roman. Aus dem Polnischen von Monika Wrzosek-Müller. Mit einem Nachwort versehen von Michael G. Müller. 1990.
Wacław Berent [1873–1940] Wintersaat. Roman. Aus dem Polnischen und mit einem Nachwort von Olaf Kühl. 1985.
Józef Wittlin [1896–1976] Die Geschichte vom geduldigen Infanteristen. Das Salz der Erde. Roman. Ein gesunder Tod. Fragment. Essays. Gedichte. Aus dem Polnischen von Izydor Berman/Marianne Seeger, Karl Dedecius, Friedrich Griese. Über den Autor von Andreas Lawaty. 1986.
Stefan Żeromski [1864–1925] Vorfrühling. Roman. Aus dem Polnischen von Kurt Harrer und Eckhard Thiele. Mit einem Nachwort von Heinrich Olschowsky. 1983, 1994.
Zofia Nałkowska [1884–1954] Die Ungeduldigen. Roman. Aus dem Polnischen von Ursula Kiermeier. Mit einem Nachwort von Włodzimierz Bolecki. 2000.
Jerzy Andrzejewski [1909–1983] Asche und Diamant. Roman. Erstfassung. Aus dem Polnischen von Henryk Bereska. Mit einem Nachwort von Andreas Lawaty. 1984, 1994.
Andrzej Kuśniewicz [1904–1993] Tierkreiszeichen. Aus dem Polnischen von Renate Schmidgall. Mit einem Nachwort versehen von Hans-Peter Hoelscher-Obermaier. 1991.
Polnische Gespräche im Sommer 1983. Roman. Aus dem Polnischen von Esther Kinsky. Mit einem Nachwort von Włodzimierz Bolecki. 1995.

### III. Erzählungen / Opowiadania
Hoffnung der Besiegten. Erzählungen des polnischen Realismus. Herausgegeben von Witold Kośny. 1984.
Władysław Stanisław Reymont [1867–1925] In der Opiumhöhle. Unbekannte Erzählungen des Autors der »Bauern«. Herausgegeben und mit einem Nachwort versehen von Jan Zieliński. Aus dem Polnischen von Olaf Kühl und Renate Schmidgall. 1989.
Bruno Schulz [1892–1942] Die Mannequins und andere Erzählungen. Herausgegeben von Jerzy Jarzębski. Aus dem Polnischen von Josef Hahn. 1987, 1994.
Jarosław Iwaszkiewicz [1894–1980] Die Fräulein von Wilko. Drei Novellen. Aus dem Polnischen von Klaus Staemmler. 1985.
Julian Stryjkowski [1905–1996] Asrils Traum. An den Weiden... Zwei Novellen. Aus dem Polnischen von Karin L. Wolff. Mit einem Nachwort versehen von Ewa Kobylińska. 1995.
Kornel Filipowicz [1913–1990] Der Kater im nassen Gras. Erzählungen. Aus dem Polnischen von Klaus Staemmler. Mit einem Nachwort von Teresa Walas. 1987.
Jan Józef Szczepański [1919–2003] Japanische Blumen. Erzählungen und Betrachtungen. Herausgegeben und mit einem Nachwort versehen von Andrzej Sulikowski. Aus dem Polnischen von Klaus Staemmler und anderen. 1988.

### IV. Dichtung / Poezja
Juliusz Słowacki [1809–1849] Beniowski. Eine Versdichtung. Übersetzt und herausgegeben von Hans-Peter Hoelscher-Obermaier. 1999.
Adam Mickiewicz [1798–1855] Dichtung und Prosa. Ein Lesebuch von Karl Dedecius. Übersetzt von Henryk Bereska [u. a.]. Red. dieses Bandes: Manfred Mack. 1994, 1995.
Stanisław Wyspiański [1869–1907] Die Hochzeit. Drama in drei Akten. Aus dem Polnischen übertragen und herausgegeben von Karl Dedecius. Über den Autor von Manfred Mack. 1992.
Julian Przyboś [1901–1970] Poesie und Poetik. Herausgegeben und aus dem Polnischen übertragen von Karl Dedecius. 1990.
Czesław Miłosz [1911–2004] Gedichte 1933–1981. In der Übertragung von Karl Dedecius und Jeannine Łuczak-Wild. Mit einem Nachwort von Aleksander Fiut. 1982.
Tadeusz Różewicz [1921–2014] Gedichte. Stücke. Herausgegeben von Karl Dedecius. Die Stücke übersetzte Ilka Boll, die Gedichte Karl Dedecius aus dem Polnischen. 1983.
Wisława Szymborska [1923–2012] Hundert Freuden. Gedichte. Herausgegeben und übertragen von Karl Dedecius. Mit einem Vorwort von Elisabeth Borchers und einem Nachwort von Jerzy Kwiatkowski. 1986, 1991.
Zbigniew Herbert [1924–1998] Das Land, nach dem ich mich sehne. Lyrik und Prosa. Auswahl und Vorwort von Michael Krüger. Nachwort von Jan Błoński. 1987.
Lyrisches Quintett. Fünf Themen der polnischen Dichtung. Herausgegeben und aus dem Polnischen übertragen von Karl Dedecius. 1992. [Gedichte aus den Jahren 1939–1989.]
Deutsche Gedichte über Polen. Eine Anthologie. Herausgegeben von Elfi Hartenstein. 1994.

### V. Kultur und Gesellschaft / Kultura i Społeczeństwo
Der Monarch und der Dichter. Polnische Märchen und Legenden gesammelt von Karl Dedecius. 1983, 1984.
Bedenke, bevor du denkst. 2222 Aphorismen, Sentenzen und Gedankensplitter der letzten hundert Jahre. Mit zeitgenössischen Illustrationen. Herausgegeben und aus dem Polnischen übertragen von Karl Dedecius. 1984, 1985.
Polen im Exil. Eine Anthologie. Herausgegeben von Krzysztof Dybciak. 1988.
Polen zwischen Ost und West. Polnische Essays des 20. Jahrhunderts. Herausgegeben von Marek Klecel. 1995, 1997
Jan Sobieski [1629–1696] Briefe an die Königin. 1670–1683. Herausgegeben, kommentiert und mit einem Nachwort von Joachim Zeller. Aus dem Polnischen von Ulrich Brewing. 1983.
Henryk Rzewuski [1791–1866] Denkwürdigkeiten des Herrn Soplica. Übertragen von Philipp Löbenstein. Mit einem Nachwort von Andrzej de Vincenz und Illustrationen von Elviro Andriolli und Bronisław Zaleski. 1986.
Janusz Korczak [1878–1942] Das Kind lieben. Ein Lesebuch von Erich Dauzenroth und Adolf Hampel. 1984, 1988.
Stanisław Ignacy Witkiewicz [1885–1939]: Verrückte Lokomotive. Ein Lesebuch mit Bildern des Autors. Herausgegeben von Andrzej Wirth. 1985, 1994.
Maria Dąbrowska [1889–1965]: Tagebücher 1914–1965. Ausgewählt und herausgegeben von Tadeusz Drewnowski. Aus dem Polnischen von Klaus Staemmler. 1989.
Aleksander Wat [1900–1967] Jenseits von Wahrheit und Lüge. Mein Jahrhundert. Gesprochene Erinnerungen 1926–1945. Mit einem Vorwort von Czesław Miłosz. Aus dem Polnischen von Esther Kinsky. Herausgegeben von Matthias Freise. 2000.
Kazimierz Brandys [1916–2000] Warschauer Tagebuch. Die Monate davor. 1979–1981. Aus dem Polnischen von Friedrich Griese. Mit einem Nachwort von Konstanty A. Jeleński. 1984, 1990.
Stanisław Lem [1921–2006]: Technologie und Ethik. Ein Lesebuch. Herausgegeben von Jerzy Jarzębski. Übersetzt von Friedrich Griese [u. a.]. 1990.
Leszek Kołakowski [1927–2009]: Narr und Priester. Ein philosophisches Lesebuch. Herausgegeben und mit einem Nachwort von Gesine Schwan. 1987, 1995.
Sławomir Mrożek [1930–2013]: Zabawa. Satire in lustloser Zeit. Ausgewählt und mit einem Vorwort versehen von Andrzej Wirth. 1992.
Joachim Christoph Friedrich Schulz [1762–1798]: Reise nach Warschau. Eine Schilderung aus den Jahren 1791–1793. Mit Vignetten von Daniel Chodowiecki und einem Nachwort von Klaus Zernack. 1982, 1986.